# Апетина
Апетина (нидерл. Apetina) — деревня на юго-востоке Суринама. Расположена в холмах около реки Тапанахони. Рядом расположена гора Тебу (347 м) и водопад Мэн Гандафуту. Основная часть населения — индейцы вайана.